# Terry Jenkins
Terry Jenkins (ur. 26 września 1963 w Ledbury, Herefordshire, Anglia) -  profesjonalny angielski darter noszący przydomek The Bull, wcześniej Tucker. Najwyżej uplasował się na 4. miejscu rankingu federacji PDC, był finalistą sześciu transmitowanych w telewizji dużych turniejów (2006 & 2007 Grand Prix, 2007 Premier League, 2007 Las Vegas Desert Classic, 2007 World Matchplay i 2008 Grand Slam).
Dołączył do Professional Darts Corporation w 2003, pierwsze zwycięstwa odnosił w 2005., w PDC World Darts Championship najwyżej znalazł się w ćwierćfinale (2007).
Ma żonę Jacquelin i syna. Ponadto ma dwie siostry i dwóch braci.